# Liste des médaillés olympiques en handball
Cet article dresse la liste des médaillés olympiques en handball.
Avec 3 medailles d'or 2008, 2012 et Tokyo 2020 ainsi qu'une d'argent en 2016, les français - Michaël Guigou, Nikola Karabatic et Luc Abalo - deviennent les joueurs les plus titrés au JO.
Ils dépassent le soviétique puis russe Andreï Lavrov avec trois médailles d'or remportées en 1988, 1992, 2000 et une de bronze remportée en 2004, 

## Édition par édition

### Handball à onze
| Édition     | Or | Argent | Bronze |
| ----------- | --- | --- | --- |
| 1936 Berlin | Allemagne Willy Bandholz Wilhelm Baumann Helmut Berthold Helmut Braselmann Wilhelm Brinkmann Georg Dascher Kurt Dossin Fritz Fromm Hermann Hansen Erich Herrmann Heinrich Keimig Hans Keiter Alfred Klingler Arthur Knautz Heinz Körvers Karl Kreutzberg Wilhelm Müller Günther Ortmann Edgar Reinhardt Fritz Spengler Rudolf Stahl Hans Theilig | Autriche Franz Bartl Franz Berghammer Franz Bistricky Franz Brunner Johann Houschka Emil Juracka Ferdinand Kiefler Josef Krejci Otto Licha Friedrich Maurer Anton Perwein Siegfried Powolny Siegfried Purner Walter Reisp Alfred Schmalzer Alois Schnabel Ludwig Schuberth Johann Tauscher Jaroslav Volak Leopold Wohlrab Friedrich Wurmböck Johann Zehetner | Suisse Max Bloesch Rolf Fäs Burkhard Gantenbein Willy Gysi Erland Herkenrath Ernst Hufschmid Willy Hufschmid Werner Meyer Georg Mischon Willy Schäfer Werner Scheurmann Edy Schmid Erich Schmitt Eugen Seiterle Max Streib Robert Studer Rudolf Wirz |

### Hommes
| Édition             | Or | Argent | Bronze |
| ------------------- | --- | --- | --- |
| 1972 Munich         | Yougoslavie Abas Arslanagić Petar Fajfrić Hrvoje Horvat Milorad Karalić Đorđe Lavrnić Milan Lazarević Zdravko Miljak Slobodan Mišković Branislav Pokrajac Nebojša Popović Miroslav Pribanić Albin Vidović Zoran Živković Zdenko Zorko                                                                          | Tchécoslovaquie Ladislav Beneš František Brůna Vladimír Haber Vladimír Jarý Jiří Kavan Arnošt Klimčík Jaroslav Konečný František Králík Jindřich Krepindl Vincent Lafko Andrej Lukošík Pavel Mikeš Peter Pospíšil Ivan Satrapa Zdeněk Škára Jaroslav Škarvan                                                            | Roumanie Ștefan Birtalan Adrian Cosma Marin Dan Alexandru Dincă Cristian Gațu Gheorghe Gruia Roland Gunesch Gabriel Kicsid Ghiță Licu Cornel Penu Valentin Samungi Simon Schobel Werner Stöckl Constantin Tudosie Radu Voina                                                                               |
| 1976 Montréal       | Union soviétique Alexandre Anpilogov Ievgeni Chernichov Anatoli Fedioukine Valeri Gassi Vassili Iline Mikhaïl Ichtchenko Youri Kidyaev Youri Klimov Vladimir Kravtsov Sergueï Kouchniriouk Youri Lahutine Vladimir Maksimov Oleksandr Rezanov Mykola Tomyn                                                     | Roumanie Ștefan Birtalan Adrian Cosma Cezar Drăgăniṭă Alexandru Fölker Cristian Gațu Mircea Grabovschi Roland Gunesch Gabriel Kicsid Ghiță Licu Nicolae Munteanu Cornel Penu Werner Stöckl Constantin Tudosie Radu Voina                                                                                                | Pologne Zdzisław Antczak Janusz Brzozowski Piotr Cieśla Jan Gmyrek Alfred Kałuziński Jerzy Klempel Zygfryd Kuchta Jerzy Melcer Ryszard Przybysz Henryk Rozmiarek Andrzej Sokołowski Andrzej Szymczak Mieczysław Wojczak Włodzimierz Zieliński                                                              |
| 1980 Moscou         | Allemagne de l'Est Hans-Georg Beyer Lothar Doering Günter Dreibrodt Ernst Gerlach Klaus Gruner Rainer Höft Hans-Georg Jaunich Hartmut Krüger Peter Rost Dietmar Schmidt Wieland Schmidt Siegfried Voigt Frank-Michael Wahl Ingolf Wiegert                                                                      | Union soviétique Alexandre Anpilogov Vladimir Belov Ievgeni Chernichov Anatoli Fedioukine Mikhaïl Ichtchenko Alexandre Karchakevitch Youri Kidyaev Vladimir Kravtsov Sergueï Kouchniriouk Victor Makhorine Voldemaras Novickis Vladimir Repev Mykola Tomyn Alexeï Zhouk                                                 | Roumanie Ștefan Birtalan Iosif Boroş Adrian Cosma Cezar Drăgăniṭă Marian Dumitru Cornel Durău Alexandru Fölker Claudiu Ionescu Nicolae Munteanu Vasile Stîngă Lucian Vasilache Neculai Vasilcă Radu Voina Maricel Voinea                                                                                   |
| 1984 Los Angeles    | Yougoslavie Zlatan Arnautović Mirko Bašić Jovica Elezović Mile Isaković Pavle Jurina Milan Kalina Slobodan Kuzmanovski Dragan Mladenović Zdravko Rađenović Momir Rnić Branko Štrbac Veselin Vujović Veselin Vuković Zdravko Zovko                                                                              | Allemagne de l'Ouest Jochen Fraatz Thomas Happe Arnulf Meffle Rüdiger Neitzel Michael Paul Dirk Rauin Siegfried Roch Michael Roth Ulrich Roth Martin Schwalb Uwe Schwenker Thomas Springel Andreas Thiel Klaus Wöller Erhard Wunderlich                                                                                 | Roumanie Mircea Bedivan Dumitru Berbece Iosif Boroş Alexandru Buligan Gheorghe Covaciu Gheorghe Dogărescu Marian Dumitru Cornel Durău Alexandru Fölker Nicolae Munteanu Vasile Oprea Adrian Simion Vasile Stîngă Neculai Vasilcă Maricel Voinea                                                            |
| 1988 Séoul          | Union soviétique Viatcheslav Atavine Constantine Charovarov Iouri Chevtsov Valeri Gopine Alexandre Karchakevitch Andreï Lavrov Iouri Nesterov Voldemaras Novickis Alexandre Rimanov Georgi Sviridenko Igor Tchoumak Alexandre Toutchkine Andreï Tyoumentsev Mikhaïl Vassiliev                                  | Corée du Sud Choi Suk-jae Kang Jae-won Kim Jae-hwan Koh Suk-chang Lee Sang-hyo Lim Jin-suk Oh Young-ki Park Do-hun Park Young-dae Roh Hyun-suk Shim Jae-hong Shin Young-suk Yoon Tae-Il | Yougoslavie Mirko Bašić Jožef Holpert Boris Jarak Slobodan Kuzmanovski Muhamed Memić Alvaro Načinović Goran Perkovac Zlatko Portner Iztok Puc Rolando Pušnik Momir Rnić Zlatko Saračević Irfan Smajlagić Ermin Velić Veselin Vujović                                                                       |
| 1992 Barcelone      | Équipe unifiée Andreï Lavrov Igor Vassiliev Iouri Gavrilov Andreï Barbachinski Sergueï Bebechko Valeri Gopine Vassili Koudinov Talant Dujshebaev Mikhaïl Iakimovitch Oleg Grebnev Oleg Kisselev Igor Tchoumak                                                                                                  | Suède Mats Olsson Robert Hedin Magnus Wislander Anders Bäckegren Ola Lindgren Per Carlén Erik Hajas Magnus Cato Axel Sjöblad Robert Andersson Pierre Thorsson Patrik Liljestrand Staffan Olsson Magnus Andersson Tommy Souraniemi Tomas Svensson                                                                        | France Philippe Médard Pascal Mahé Philippe Debureau Denis Lathoud Denis Tristant Gaël Monthurel Éric Quintin Jean-Luc Thiébaut Philippe Gardent Thierry Perreux Laurent Munier Frédéric Perez Jackson Richardson Stéphane Stoecklin Frédéric Volle                                                        |
| 1996 Atlanta        | Croatie Vladimir Jelčić Goran Perkovac Irfan Smajlagić Božidar Jović Alvaro Načinović Vladimir Šujster Bruno Gudelj Nenad Kljaić Iztok Puc Zoran Mikulić Patrik Ćavar Venio Losert Valner Franković Slavko Goluža Valter Matošević Zlatko Saračević                                                            | Suède Tomas Svensson Martin Frändesjö Mats Olsson Robert Hedin Magnus Wislander Thomas Sivertsson Ola Lindgren Per Carlén Erik Hajas Johan Petersson Stefan Lövgren Robert Andersson Pierre Thorsson Staffan Olsson Magnus Andersson Andreas Larsson                                                                    | Espagne Jaume Fort Mauri Demetrio Lozano Salvador Esquer Rafael Guijosa Fernando Hernandez Raúl González Iñaki Urdangarin Jesús Olalla Mateo Garralda Talant Dujshebaev Jesus Fernandez Alberto Urdiales Jordi Núñez Juancho Pérez José Javier Hombrados Aitor Etxaburu                                    |
| 2000 Sydney         | Russie Andreï Lavrov Dimitri Filippov Viatcheslav Gorpichine Oleg Khodkov Édouard Kokcharov Vassili Koudinov Stanislav Koulintchenko Dimitri Kouzelev Denis Krivochlikov Igor Lavrov Sergueï Pogorelov Pavel Soukossian Dimitri Torgovanov Alexandre Toutchkine Lev Voronine                                   | Suède Magnus Andersson Ola Lindgren Tomas Svensson Pierre Thorsson Magnus Wislander Martin Boquist Martin Frändesjö Mathias Franzén Peter Gentzel Andreas Larsson Stefan Lövgren Ljubomir Vranjes Staffan Olsson Johan Petersson Thomas Sivertsson                                                                      | Espagne Antonio Ugalde Andrei Xepkin Rafael Guijosa Enric Masip Xavier O'Callaghan Iñaki Urdangarín Jesús Olalla Mateo Garralda Talant Dujshebaev Demetrio Lozano Jordi Núñez Alberto Urdiales Juancho Pérez David Barrufet Antonio Carlos Ortega                                                          |
| 2004 Athènes        | Croatie Davor Dominiković Venio Losert Ivano Balić Vedran Zrnić Igor Vori Goran Šprem Denis Špoljarić Vlado Šola Petar Metličić Valter Matošević Blaženko Lacković Nikša Kaleb Slavko Goluža Mirza Džomba Drago Vuković                                                                                        | Allemagne Torsten Jansen Stefan Kretzschmar Volker Zerbe Christian Zeitz Frank von Behren Daniel Stephan Christian Schwarzer Christian Ramota Klaus-Dieter Petersen Florian Kehrmann Jan Olaf Immel Pascal Hens Henning Fritz Mark Dragunski Markus Baur                                                                | Russie Alexandre Toutchkine Alexeï Kostigov Viatcheslav Gorpichine Pavel Bachkine Alexandre Gorbatikov Sergueï Pogorelov Alexeï Rastvortsev Denis Krivochlikov Édouard Kokcharov Oleg Koulechov Mikhaïl Tchipourine Vitali Ivanov Andreï Lavrov Dimitri Torgovanov                                         |
| 2008 Pékin          | France Jérôme Fernandez Didier Dinart Cédric Burdet Guillaume Gille Bertrand Gille Daniel Narcisse Olivier Girault Daouda Karaboué Nikola Karabatic Christophe Kempé Thierry Omeyer Joël Abati Luc Abalo Michaël Guigou Cédric Paty                                                                            | Islande Alexander Petersson Arnór Atlason Ásgeir Örn Hallgrímsson Bjarni Fritzson Björgvin Páll Gústavsson Guðjón Valur Sigurðsson Hreiðar Guðmundsson Ingimundur Ingimundarson Logi Geirsson Ólafur Stefánsson Róbert Gunnarsson Sigfús Sigurðsson Snorri Steinn Guðjónsson Sturla Ásgeirsson Sverre Andreas Jakobsson | Espagne Albert Rocas Alberto Entrerríos Carlos Prieto Cristian Malmagro David Barrufet David Davis Demetrio Lozano Iker Romero Ion Belaustegui José Javier Hombrados Juanín García Raúl Entrerríos Rubén Garabaya Víctor Tomás                                                                             |
| 2012 Londres        | France Jérôme Fernandez Didier Dinart Xavier Barachet Guillaume Gille Bertrand Gille Daniel Narcisse Guillaume Joli Samuel Honrubia Daouda Karaboué Nikola Karabatic Thierry Omeyer William Accambray Luc Abalo Cédric Sorhaindo Michaël Guigou                                                                | Suède Mattias Andersson Mattias Gustafsson Kim Andersson Jonas Källman Magnus Jernemyr Niclas Ekberg Dalibor Doder Jonas Larholm Tobias Karlsson Johan Jakobsson Johan Sjöstrand Fredrik Petersen Kim Ekdahl du Rietz Mattias Zachrisson Andreas Nilsson                                                                | Croatie Venio Losert Ivano Balić Domagoj Duvnjak Blaženko Lacković Marko Kopljar Igor Vori Jakov Gojun Zlatko Horvat Drago Vuković Damir Bičanić Denis Buntić Mirko Alilović Manuel Štrlek Ivan Čupić Ivan Ninčević                                                                                        |
| 2016 Roi de Janeiro | Danemark Mads Christiansen Michael Damgaard Jannick Green Mikkel Hansen Niklas Landin Jacobsen Mads Mensah Larsen Henrik Møllgaard Casper Ulrich Mortensen Jesper Nøddesbo Morten Olsen Kasper Søndergaard Lasse Svan Hansen Henrik Toft Hansen René Toft Hansen                                               | France Luc Abalo Adrien Dipanda Ludovic Fabregas Vincent Gérard Mathieu Grébille Michaël Guigou Luka Karabatic Nikola Karabatic Kentin Mahé Daniel Narcisse Timothey N'Guessan Olivier Nyokas Thierry Omeyer Valentin Porte Cédric Sorhaindo                                                                            | Allemagne Christian Dissinger Paul Drux Steffen Fäth Uwe Gensheimer Patrick Groetzki Kai Häfner Silvio Heinevetter Julius Kühn Finn Lemke Hendrik Pekeler Tobias Reichmann Martin Strobel Fabian Wiede Patrick Wiencek Andreas Wolff                                                                       |
| 2020 Tokyo          | France Luc Abalo Hugo Descat Ludovic Fabregas Yann Genty Vincent Gérard Michaël Guigou Luka Karabatic Nikola Karabatic Romain Lagarde Kentin Mahé Dika Mem Timothey N'Guessan Valentin Porte Nedim Remili Melvyn Richardson Nicolas Tournat                                                                    | Danemark Lasse Andersson Mathias Gidsel Henrik Toft Hansen Lasse Svan Hansen Jóhan Hansen Mikkel Hansen Jacob Holm Magnus Landin Jacobsen Niklas Landin Jacobsen Mads Mensah Larsen Kevin Møller Henrik Møllgaard Morten Olsen Magnus Saugstrup                                                                         | Espagne Julen Aguinagalde Rodrigo Corrales Alex Dujshebaev Raúl Entrerríos Ángel Fernández Pérez Adrià Figueras Antonio García Robledo Aleix Gómez Gedeón Guardiola Eduardo Gurbindo Jorge Maqueda Viran Morros Gonzalo Pérez de Vargas Valero Rivera Miguel Sánchez-Migallón Daniel Sarmiento Ferrán Solé |
| 2024 Paris          | Danemark - Niklas Landin Jacobsen - Niclas Kirkeløkke - Magnus Landin Jacobsen - Emil Jakobsen - Rasmus Lauge - Emil Nielsen - Magnus Saugstrup - Hans Lindberg - Mathias Gidsel - Henrik Møllgaard - Mikkel Hansen - Lukas Jørgensen - Lasse Andersson - Simon Hald - Thomas Sommer Arnoldsen - Simon Pytlick | Allemagne - David Späth - Johannes Golla - Luca Witzke - Sebastian Heymann - Justus Fischer - Juri Knorr - Julian Köster - Renārs Uščins - Kai Häfner - Tim Hornke - Andreas Wolff - Rune Dahmke - Lukas Mertens - Christoph Steinert - Marko Grgić - Jannik Kohlbacher                                                 | Espagne - Agustín Casado - Rodrigo Corrales - Alex Dujshebaev - Daniel Dujshebaev - Daniel Fernández - Adrià Figueras - Imanol Garciandia - Aleix Gómez - Jorge Maqueda - Kauldi Odriozola - Gonzalo Pérez de Vargas - Javier Rodríguez Moreno - Miguel Sánchez-Migallón - Abel Serdio - Ian Tarrafeta     |

### Femmes
| Édition             | Or | Argent | Bronze |
| ------------------- | --- | --- | --- |
| 1976 Montréal       | Union soviétique Lioubov Berejnaïa Lioudmila Bobrous Aldona Česaitytė Rafiga Chabanova Lioudmila Choubina (en) Tatiana Glouchtchenko Larissa Karlova Maria Litochenko Nina Lobova Tatiana Makarets Lioudmyla Pantchouk Natalia Tcherstiouk Zinaïda Tourtchina Halina Zakharova Entraîneur : Igor Tourtchine | Allemagne de l'Est Gabriele Badorek Hannelore Burosch Roswitha Krause Waltraud Kretzschmar Evelyn Matz Liane Michaelis Eva Paskuy Kristina Richter Christina Rost Silvia Siefert Marion Tietz Petra Uhlig Christina Voß Hannelore Zober Entraîneur : Peter Kretzschmar       | Hongrie Éva Angyal Mária Berzsenyi Ágota Bujdosó Klára Csík Zsuzsanna Kézi Katalin Laki Rozália Lelkes Mária Megyeri Ilona Nagy Marianna Nagy Erzsébet Neméth Amália Sterbinszky Borbála Tóth Harsányi Mária Vadász Entraîneur : Bódog Török                                                            |
| 1980 Moscou         | Union soviétique Larissa Karlova Tatiana Kotchergina Valentina Loutaïeva Aldona Nenėnienė Lioubov Odinokova Irina Palchikova Lioudmyla Poradnyk Ioulia Safina Larissa Savkina Sigita Strečen Natalia Timochkina Zinaïda Tourtchina Olga Zoubareva Entraîneur : Igor Tourtchine                              | Yougoslavie Svetlana Anastasovska Mirjana Đurica Radmila Drljača Katica Ileš Slavica Jeremić Svetlana Kitić Jasna Merdan Vesna Milosević Mirjana Ognjenović Vesna Radović Radmila Savić Ana Titlić Biserka Višnjić Zorica Vojinović Entraîneur : Josip Samaržija             | Allemagne de l'Est Birgit Heinecke Roswitha Krause Waltraud Kretzschmar Katrin Krüger Kornelia Kunisch Evelyn Matz Kristina Richter Christina Rost Sabine Röther Renate Rudolph Marion Tietz Petra Uhlig Claudia Wunderlich Hannelore Zober Entraîneur : Peter Kretzschmar                              |
| 1984 Los Angeles    | Yougoslavie Svetlana Anastasovska Alenka Cuderman Svetlana Dašić-Kitić Slavica Đukić Dragica Đurić Mirjana Đurica Emilija Erčić Ljubinka Janković Jasna Kolar-Merdan Ljiljana Mugoša Svetlana Mugoša Mirjana Ognjenović Zorica Pavićević Jasna Ptujec Biserka Višnjić                                       | Corée du Sud Han Hwa-soo Jeong Hyoi-soon Jeung Soon-bok Kim Choon-rye Kim Kyung-soon Kim Mi-sook Kim Ok-hwa Lee Soon-ei Lee Young-ja Shon Mi-na Sung Kyung-hwa Yoon Byung-soon Yoon Soo-kyung                                                                                | Chine Chen Zhen Gao Xiumin He Jianping Li Lan Liu Liping Liu Yumei Sun Xiulan Wang Linwei Wang Mingxing Wu Xingjiang Zhang Weihong Zhang Peijun Zhu Juefeng |
| 1988 Séoul          | Corée du Sud Han Hyun-sook Ki Mi-sook Kim Choon-rye Kim Hyun-mee Kim Kyung-soon Kim Myung-soon Lee Ki-soon Lee Mi-young Lim Mi-kyung Shon Mi-na Song Ji-hyun Suk Min-hee Sung Kyung-hwa | Norvège Kjerstin Andersen Berit Digre Marte Eliasson Susann Goksør Trine Haltvik Hanne Hegh Hanne Hogness Vibeke Johnsen Kristin Midthun Karin Pettersen Karin Singstad Annette Skotvoll Ingrid Steen Heidi Sundal Cathrine Svendsen                                         | Union soviétique Natalia Anissimova Marina Bazanova Tatiana Djandjgava Elena Gousseva (en) Tatiana Gorb Larissa Karlova Natalia Lapitskaïa Svitlana Mankova (en) Natalia Mitriouk Natalia Morskova Elena Nemachkalo (en) Natalia Rousnatchenko Olha Semenova (en) Evguenia Tovstogan Zinaïda Tourtchyna |
| 1992 Barcelone      | Corée du Sud Moon Hyang-ja Nam Eun-young Lee Ho-youn Hwang Sun-hee Lee Mi-young Hong Jeong-ho Lim O-kyeong Min Hye-sook Park Jeong-lim Oh Seong-ok Jang Ri-ra Kim Hwa-sook Han Hyun-sook Park Kap-sook Han Sun-hee Cha Jae-kyung                                                                            | Norvège Hege Kirsti Frøseth Tonje Sagstuen Hanne Hogness Heidi Sundal Susann Goksør Cathrine Svendsen Mona Dahle Siri Eftedal Henriette Henriksen Ingrid Steen Karin Pettersen Annette Skotvoll Kristine Duvholt Heidi Tjugum                                                | Équipe unifiée Natalia Anissimova Marina Bazanova Svetlana Bogdanova Galina Borzenkova Natalia Deriouguina Tatiana Djandjgava Lioudmila Goudz Tatiana Gorb Elena Gousseva (en) Larissa Kisseliova (en) Natalia Morskova Galina Onoprienko Svetlana Priakhina                                            |
| 1996 Atlanta        | Danemark Anja Andersen Camilla Andersen Kristine Andersen Heidi Astrup Tina Bøttzau Marianne Florman Conny Hamann Anja Hansen Anette Hoffmann Tonje Kjærgaard Janne Kolling Susanne Munk Lauritsen Gitte Madsen Lene Rantala Gitte Sunesen Anne Dorthe Tanderup                                             | Corée du Sud Cho Eun-hee Han Sun-hee Hong Jeong-ho Huh Soon-young Kim Jeong-sim Kim Eun-mi Kim Jeong-mi Kim Mi-sim Kim Rang Kwag Hye-jeong Lee Sang-eun Lim O-kyeong Moon Hyang-ja Oh Seong-ok Oh Yong-ran Park Jeong-lim                                                    | Hongrie Éva Erdős Andrea Farkas Beáta Hoffmann Anikó Kántor Erzsébet Kocsis Beatrix Kökény Eszter Mátéfi Auguszta Mátyás Anikó Meksz Anikó Nagy Helga Németh Ildikó Pádár Beáta Siti Anna Szántó Katalin Szilágyi Beatrix Tóth                                                                          |
| 2000 Sydney         | Danemark Lene Rantala Camilla Andersen Tina Bøttzau Janne Kolling Tonje Kjærgaard Karen Brødsgaard Katrine Fruelund Maja Grønbæk Christina Roslyng Anette Hoffmann Lotte Kiærskou Karin Mortensen Anja Nielsen Rikke Petersen-Schmidt Mette Vestergaard                                                     | Hongrie Andrea Farkas Tamasné Zsembery Ildikó Pádár Anikó Nagy Rita Déli Bojana Radulovics Krisztina Pigniczki Ágnes Farkas Anikó Kántor Beáta Siti Beatrix Kökény Katalin Pálinger Dóra Lőwy Anita Kulcsár Beatrix Balogh                                                   | Norvège Kristine Duvholt Trine Haltvik Heidi Tjugum Susann Goksør Bjerkrheim Ann Cathrin Eriksen Kjersti Grini Elisabeth Hilmo Mia Hundvin Tonje Larsen Cecilie Leganger Jeanette Nilsen Marianne Rokne Birgitte Sættem Monica Sandve Else-Marthe Sørlie                                                |
| 2004 Athènes        | Danemark Louise Bager Nørgaard Rikke Skov Henriette Rønde Mikkelsen Mette Vestergaard Rikke Hørlykke Jørgensen Camilla Ingemann Thomsen Karin Ørnhøj Mortensen Lotte Kiærskou Trine Jensen Katrine Fruelund Rikke Schmidt Kristine Andersen Karen Brødsgaard Line Daugaard Josephine Touray                 | Corée du Sud Oh Yong-ran Woo Sun-hee Huh Soon-young Lee Gong-joo Jang So-hee Kim Hyun-ok Kim Cha-youn Oh Seong-ok Huh Young-sook Moon Kyeong-ha Lim O-kyeong Lee Sang-eun Myoung Bok-hee Choi Im-jeong Moon Pil-hee                                                          | Ukraine Nataliya Boryssenko Iryna Honcharova Laryssa Zaspa Hanna Bourmistrova Tetiana Chynkarenko Maryna Verhelyouk Olena Iatsenko Hanna Sioukalo Olena Radtchenko Olena Tsyhytsia Halyna Markouchevska Lioudmyla Chevtchenko Nataliya Lyapina Anastasiya Borodina Oksana Raichel                       |
| 2008 Pékin          | Norvège Kari Aalvik Grimsbø Katja Nyberg Ragnhild Aamodt Gøril Snorroeggen Else-Marthe Sørlie-Lybekk Tonje Nøstvold Karoline Dyhre Breivang Kristine Lunde Gro Hammerseng Kari Mette Johansen Marit Malm Frafjord Tonje Larsen Katrine Lunde Haraldsen Linn Kristin Riegelhuth                              | Russie Inna Souslina Maria Sidorova Iana Ouskova Ekaterina Marennikova Emilia Toureï Elena Dmitrieva Anna Kareïeva Lioudmila Postnova Irina Bliznova Elena Polenova Oksana Romenskaïa Natalia Chipilova Ekaterina Andriouchina Irina Poltoratskaïa                           | Corée du Sud Oh Yong-ran Kim On-a Huh Soon-young Song Hai-rim Kim Nam-sun Kim Cha-youn Oh Seong-ok Hong Jeong-ho Park Chung-hee Lee Min-hee An Jung-hwa Bae Min-hee Choi Im-jeong Moon Pil-hee |
| 2012 Londres        | Norvège Kari Aalvik Grimsbø Ida Alstad Heidi Løke Tonje Nøstvold Karoline Dyhre Breivang Kristine Lunde-Borgersen Kari Mette Johansen Marit Malm Frafjord Linn Jørum Sulland Katrine Lunde Haraldsen Linn-Kristin Riegelhuth Koren Gøril Snorroeggen Amanda Kurtović Camilla Herrem                         | Monténégro Marina Vukčević Radmila Miljanić Jovanka Radičević Ana Ðokić Marija Jovanović Ana Radović Anđela Bulatović Sonja Barjaktarović Maja Savić Bojana Popović Jasna Tošković Suzana Lazović Katarina Bulatović Majda Mehmedović Milena Knežević                        | Espagne Andrea Barnó Carmen Martín Nely Carla Alberto Beatriz Fernández Verónica Cuadrado Marta Mangué Marta López Macarena Aguilar Silvia Navarro Jessica Alonso Elisabeth Pinedo Begoña Fernández Vanesa Amorós Patricia Elorza Mihaela Ciobanu                                                       |
| 2016 Rio de Janeiro | Russie Olga Akopian Irina Bliznova Vladlena Bobrovnikova Daria Dmitrieva Tatiana Erokhina Ekaterina Ilina Victoria Jilinskaïté Victoria Kalinina Polina Kouznetsova Ekaterina Marennikova Maïa Petrova Anna Sedoïkina Anna Sen Marina Soudakova Anna Viakhireva                                             | France Camille Ayglon-Saurina Chloé Bulleux Blandine Dancette Siraba Dembélé Béatrice Edwige Laura Glauser Tamara Horacek Manon Houette Alexandra Lacrabère Laurisa Landre Amandine Leynaud Gnonsiane Niombla Estelle Nze Minko Allison Pineau Marie Prouvensier Grâce Zaadi | Norvège Ida Alstad Emilie Hegh Arntzen Marit Malm Frafjord Kari Aalvik Grimsbø Camilla Herrem Veronica Kristiansen Amanda Kurtović Heidi Løke Katrine Lunde Mari Molid Nora Mørk Stine Bredal Oftedal Linn-Kristin Riegelhuth Koren Sanna Solberg                                                       |
| 2020 Tokyo          | France Pauline Coatanea Blandine Dancette Cléopâtre Darleux Daria Dmitrieva Béatrice Edwige Laura Flippes Pauletta Foppa Alexandra Lacrabère Coralie Lassource Amandine Leynaud Kalidiatou Niakaté Méline Nocandy Estelle Nze Minko Allison Pineau Océane Sercien-Ugolin Chloé Valentini Grâce Zaadi        | Comité olympique de Russie Vladlena Bobrovnikova Olga Fomina Polina Gorchkova Ekaterina Ilina Victoria Kalinina Polina Kouznetsova Ksenia Makeeva Ioulia Managarova Elena Mikhaïlitchenko Anna Sedoïkina Anna Sen Antonina Skorobogatchenko Polina Vedekhina Anna Viakhireva | Norvège Kari Brattset Stine Bredal Oftedal Kristine Breistøl Camilla Herrem Vilde Johansen Veronica Kristiansen Katrine Lunde Marit Malm Frafjord Nora Mørk Henny Reistad Marit Røsberg Jacobsen Stine Skogrand Sanna Solberg Silje Solberg Marta Tomac                                                 |
| 2024 Paris          | Norvège Maren Nyland Aardahl Kari Brattset Kristine Breistøl Thale Rushfeldt Deila Camilla Herrem Vilde Ingstad Marit Røsberg Jacobsen Veronica Kristiansen Katrine Lunde Nora Mørk Stine Bredal Oftedal Henny Reistad Stine Skogrand Sanna Solberg-Isaksen Silje Solberg-Østhassel                         | France Sarah Bouktit Cléopâtre Darleux Laura Flippes Pauletta Foppa Laura Glauser Léna Grandveau Lucie Granier Tamara Horacek Orlane Kanor Coralie Lassource Méline Nocandy Estelle Nze Minko Oriane Ondono Hatadou Sako Alicia Toublanc Chloé Valentini Grâce Zaadi         | Danemark Louise Burgaard Helena Elver Emma Friis Line Haugsted Kathrine Heindahl Mie Højlund Rikke Iversen Sarah Iversen Kristina Jørgensen Anne Mette Hansen Michala Møller Trine Østergaard Jensen Althea Reinhardt Sandra Toft Mette Tranborg                                                        |

## Bilans
Dix-neuf joueurs ont été champions olympiques à au moins deux reprises :
| Rang    | Joueur                 | Nationalité      | Médailles                      | Médailles                          | Médailles                           | Années                         | Années                             | Années                              |
| Rang    | Joueur                 | Nationalité      | Médaille d'or, Jeux olympiques | Médaille d'argent, Jeux olympiques | Médaille de bronze, Jeux olympiques | Médaille d'or, Jeux olympiques | Médaille d'argent, Jeux olympiques | Médaille de bronze, Jeux olympiques |
| ------- | ---------------------- | ---------------- | ------------------------------ | ---------------------------------- | ----------------------------------- | ------------------------------ | ---------------------------------- | ----------------------------------- |
| 1       | Luc Abalo              | France           | 3                              | 1                                  | 0                                   | 2008, 2012, 2020               | 2016                               | -                                   |
| 1       | Michaël Guigou         | France           | 3                              | 1                                  | 0                                   | 2008, 2012, 2020               | 2016                               | -                                   |
| 1       | Nikola Karabatic       | France           | 3                              | 1                                  | 0                                   | 2008, 2012, 2020               | 2016                               | -                                   |
| 4       | Andreï Lavrov          | / Russie         | 3                              | 0                                  | 1                                   | 1988, 1992, 2000               | -                                  | 2004                                |
| 5       | Daniel Narcisse        | France           | 2                              | 1                                  | 0                                   | 2008, 2012                     | 2016                               | -                                   |
| 5       | Thierry Omeyer         | France           | 2                              | 1                                  | 0                                   | 2008, 2012                     | 2016                               | -                                   |
| 5       | Mikkel Hansen          | Danemark         | 2                              | 1                                  | 0                                   | 2016, 2024                     | 2020                               | -                                   |
| 5       | Niklas Landin Jacobsen | Danemark         | 2                              | 1                                  | 0                                   | 2016, 2024                     | 2020                               | -                                   |
| 5       | Henrik Møllgaard       | Danemark         | 2                              | 1                                  | 0                                   | 2016, 2024                     | 2020                               | -                                   |
| 10      | Alexandre Toutchkine   | / Russie         | 2                              | 0                                  | 1                                   | 1988, 2000                     | -                                  | 2004                                |
| 10      | Venio Losert           | Croatie          | 2                              | 0                                  | 1                                   | 1996, 2004                     | -                                  | 2012                                |
| 12 à 19 | Igor Tchoumak          | / Équipe unifiée | 2                              | 0                                  | 0                                   | 1988, 1992                     | -                                  | -                                   |
| 12 à 19 | Slavko Goluža          | Croatie          | 2                              | 0                                  | 0                                   | 1996, 2004                     | -                                  | -                                   |
| 12 à 19 | Valter Matošević       | Croatie          | 2                              | 0                                  | 0                                   | 1996, 2004                     | -                                  | -                                   |
| 12 à 19 | Didier Dinart          | France           | 2                              | 0                                  | 0                                   | 2008, 2012                     | -                                  | -                                   |
| 12 à 19 | Jérôme Fernandez       | France           | 2                              | 0                                  | 0                                   | 2008, 2012                     | -                                  | -                                   |
| 12 à 19 | Bertrand Gille         | France           | 2                              | 0                                  | 0                                   | 2008, 2012                     | -                                  | -                                   |
| 12 à 19 | Guillaume Gille        | France           | 2                              | 0                                  | 0                                   | 2008, 2012                     | -                                  | -                                   |
| 12 à 19 | Daouda Karaboué        | France           | 2                              | 0                                  | 0                                   | 2008, 2012                     | -                                  | -                                   |

Quatre joueurs ont remporté trois médailles d'or olympique : Andreï Lavrov (avec l'Union soviétique en 1988, l'Équipe unifiée en 1992 et enfin la Russie en 2000) a été rejoint en 2021 par les Français Luc Abalo, Michaël Guigou et Nikola Karabatic.
Par ailleurs, Nikola Karabatic est le seul joueur à avoir participé à six éditions des Jeux olympiques. Suivent Andreï Lavrov, Yoon Kyung-shin et Michaël Guigou avec cinq participations. Karabatic totalise également le plus grand nombre de matchs joués (45[réf. nécessaire]).
Vingt-neuf joueuses ont été championnes olympique à au moins deux reprises :
| Rang   | Joueuse                       | Nationalité      | Médailles                      | Médailles                          | Médailles                           | Années                         | Années                             | Années                              |
| Rang   | Joueuse                       | Nationalité      | Médaille d'or, Jeux olympiques | Médaille d'argent, Jeux olympiques | Médaille de bronze, Jeux olympiques | Médaille d'or, Jeux olympiques | Médaille d'argent, Jeux olympiques | Médaille de bronze, Jeux olympiques |
| ------ | ----------------------------- | ---------------- | ------------------------------ | ---------------------------------- | ----------------------------------- | ------------------------------ | ---------------------------------- | ----------------------------------- |
| 1      | Katrine Lunde                 | Norvège          | 3                              | 0                                  | 2                                   | 2008, 2012, 2024               | -                                  | 2016, 2020                          |
| 2      | Marit Malm Frafjord           | Norvège          | 2                              | 0                                  | 2                                   | 2008, 2012                     | -                                  | 2016, 2020                          |
| 2      | Camilla Herrem                | Norvège          | 2                              | 0                                  | 2                                   | 2012, 2024                     | -                                  | 2016, 2020                          |
| 4      | Larissa Karlova               | Union soviétique | 2                              | 0                                  | 1                                   | 1976, 1980                     | -                                  | 1988                                |
| 4      | Zinaïda Tourtchyna            | Union soviétique | 2                              | 0                                  | 1                                   | 1976, 1980                     | -                                  | 1988                                |
| 4      | Kari Aalvik Grimsbø           | Norvège          | 2                              | 0                                  | 1                                   | 2008, 2012                     | -                                  | 2016                                |
| 4      | Linn-Kristin Riegelhuth Koren | Norvège          | 2                              | 0                                  | 1                                   | 2008, 2012                     | -                                  | 2016                                |
| 8 à 29 | Lioubov Berejnaïa-Odinokova   | Union soviétique | 2                              | 0                                  | 0                                   | 1976, 1980                     | -                                  | -                                   |
| 8 à 29 | Lioudmyla Poradnyk            | Union soviétique | 2                              | 0                                  | 0                                   | 1976, 1980                     | -                                  | -                                   |
| 8 à 29 | Tetiana Kotcherhina           | Union soviétique | 2                              | 0                                  | 0                                   | 1976, 1980                     | -                                  | -                                   |
| 8 à 29 | Aldona Česaitytė-Nenėnienė    | Union soviétique | 2                              | 0                                  | 0                                   | 1976, 1980                     | -                                  | -                                   |
| 8 à 29 | Nataliya Tymochkina           | Union soviétique | 2                              | 0                                  | 0                                   | 1976, 1980                     | -                                  | -                                   |
| 8 à 29 | Camilla Andersen              | Danemark         | 2                              | 0                                  | 0                                   | 1996, 2000                     | -                                  | -                                   |
| 8 à 29 | Tina Bøttzau                  | Danemark         | 2                              | 0                                  | 0                                   | 1996, 2000                     | -                                  | -                                   |
| 8 à 29 | Anette Hoffmann               | Danemark         | 2                              | 0                                  | 0                                   | 1996, 2000                     | -                                  | -                                   |
| 8 à 29 | Tonje Kjærgaard               | Danemark         | 2                              | 0                                  | 0                                   | 1996, 2000                     | -                                  | -                                   |
| 8 à 29 | Janne Kolling                 | Danemark         | 2                              | 0                                  | 0                                   | 1996, 2000                     | -                                  | -                                   |
| 8 à 29 | Lene Rantala                  | Danemark         | 2                              | 0                                  | 0                                   | 1996, 2000                     | -                                  | -                                   |
| 8 à 29 | Karen Brødsgaard              | Danemark         | 2                              | 0                                  | 0                                   | 2000, 2004                     | -                                  | -                                   |
| 8 à 29 | Katrine Fruelund              | Danemark         | 2                              | 0                                  | 0                                   | 2000, 2004                     | -                                  | -                                   |
| 8 à 29 | Lotte Kiærskou                | Danemark         | 2                              | 0                                  | 0                                   | 2000, 2004                     | -                                  | -                                   |
| 8 à 29 | Karin Mortensen               | Danemark         | 2                              | 0                                  | 0                                   | 2000, 2004                     | -                                  | -                                   |
| 8 à 29 | Rikke Schmidt                 | Danemark         | 2                              | 0                                  | 0                                   | 2000, 2004                     | -                                  | -                                   |
| 8 à 29 | Mette Vestergaard Larsen      | Danemark         | 2                              | 0                                  | 0                                   | 2000, 2004                     | -                                  | -                                   |
| 8 à 29 | Karoline Dyhre Breivang       | Norvège          | 2                              | 0                                  | 0                                   | 2008, 2012                     | -                                  | -                                   |
| 8 à 29 | Kari Mette Johansen           | Norvège          | 2                              | 0                                  | 0                                   | 2008, 2012                     | -                                  | -                                   |
| 8 à 29 | Kristine Lunde-Borgersen      | Norvège          | 2                              | 0                                  | 0                                   | 2008, 2012                     | -                                  | -                                   |
| 8 à 29 | Tonje Nøstvold                | Norvège          | 2                              | 0                                  | 0                                   | 2008, 2012                     | -                                  | -                                   |
| 8 à 29 | Gøril Snorroeggen             | Norvège          | 2                              | 0                                  | 0                                   | 2008, 2012                     | -                                  | -                                   |

La Norvégienne Katrine Lunde est la seule à avoir glané trois médailles d'or, aucune Danoise n'ayant participé aux trois Jeux olympiques remportés consécutivement entre 1996 et 2004. Quant aux Soviétiques, le boycott des JO de Los Angeles en 1984 les a privées de la possibilité de glaner un troisième titre olympique tandis qu'en 1988, l'URSS loupe l'or d'un cheveu (différence d'un but en faveur de la Norvège et après un match nul contre celle-ci).
Par ailleurs, quatre joueuses ont participé à 5 éditions des Jeux olympiques : les Coréennes Oh Seong-ok et Oh Yong-ran et l'Angolaise Azenaide Carlos et la Norvégienne Katrine Lunde, cette dernière ayant en outre la particularité d'avoir remporté à chaque fois une médaille. Lunde détient également le record de matchs joués (40), devant les 33 matchs de Marit Malm Frafjord, Oh Seong-ok et Alexandra do Nascimento.